# Cosmoconus xixiaensis
Cosmoconus xixiaensis är en stekelart som beskrevs av Mao-Ling Sheng 2002. Cosmoconus xixiaensis ingår i släktet Cosmoconus och familjen brokparasitsteklar. Inga underarter finns listade i Catalogue of Life.